# Diora – Świdnica
Diora – Świdnica – zakład produkcyjny z siedzibą w Świdnicy, zajmujący się wytwarzaniem obudów do zestawów głośnikowych, a także samych zestawów głośnikowych.
Zakład powstały w drugiej połowie lat 70. XX wieku na podstawie decyzji dyrekcji Diory Dzierżoniów. 
Do końca lat 90. (kiedy to macierzyste przedsiębiorstwo zostało zlikwidowane) zakład należał do Diory Dzierżoniów.